# Justicia Federal de Paraná
Justicia Federal de Paraná con jurisdicción en todo el territorio de la Provincia de Entre Ríos, es una de las jurisdicciones del Poder Judicial de Argentina. Está encabezada por una de las 4 Cámaras Federales de Apelación pioneras (Ley 4055 del año 1902). Dos Tribunales Orales en lo Criminal Federal (uno aún no habilitado que tendrá jurisdicción en la franja del Río Uruguay) y seis Juzgados Federales de Primera Instancia (dos con competencia penal, dos con competencia civil (habilitados) y dos con competencia múltiple (uno sobre cada costa aún no habilitados). El Juzgado Federal Nro 1 de Paraná ejerce la competencia Electoral.

## Composición
Juzgado Federal de Paraná N° 1
Juzgado Federal de Paraná N° 2
Ante Cámara
Cámara Federal de Apelaciones de Paraná
Juzgado Federal de Concordia
Juzgado Federal de Victoria
Juzgado Federal de Concepción Del Uruguay N° 1
Juzgado Federal de Concepción Del Uruguay N° 2
Juzgado Federal de Gualeguaychú
Tribunal Oral en lo Criminal Federal de Paraná
Tribunal Oral en lo Criminal Federal de Concepción